# Минское (озеро)
Минское или Опечень-6 (укр. Мінське) — озеро, расположенное на территории Оболонского района города Киева. Площадь — 0,08 км² (8,2 га). Тип общей минерализации — пресное. Происхождение — антропогенное. Группа гидрологического режима — бессточное.

## География
Длина — 0,84 км. Ширина наибольшая — 0,1 км. Озеро не используется.
Расположено на правом берегу Днепра западнее 8-го микрорайона жилого массива Оболонь и восточнее Минского массива: на запад от улицы Богатырской, севернее улицы Полярная. На западе расположена нежилая застройка, на востоке — ж/д дорога. Одно из системы озёр Опечень. Южнее расположено озеро Опечень (Луговое).
Озёрная котловина неправильной формы, вытянутая с севера на юг. Озеро создано в результате заполнения водой карьера гидронамыва, созданный при строительстве прилегающего жилого района Оболонь. Берега пологие, поросшие камышовой растительностью. Окружено зелёной зоной.
Озеро загрязнено, как и другие озёра системы Опечень, из-за сброса технических вод с предприятий и жилой застройки Шевченковского, Подольского, Оболонского районов.